# Esgrima nos Jogos Pan-Americanos de 2015 - Florete por equipes feminino
A competição do florete por equipes feminino foi um dos eventos da esgrima nos Jogos Pan-Americanos de 2015, em Toronto. Foi disputada no  Toronto Pan Am Sports Centre no dia 25 de julho.

## Calendário
Horário local (UTC-4).
| Data        | Horário | Fase                      |
| ----------- | ------- | ------------------------- |
| 25 de julho | 08:35   | Quartas de final          |
| 25 de julho | 09:50   | Disputa do 5º ao 8º lugar |
| 25 de julho | 11:05   | Semifinal                 |
| 25 de julho | 17:05   | Disputa pelo bronze       |
| 25 de julho | 19:05   | Final                     |

## Medalhistas
| Ouro   | CAN Alanna Goldie Eleanor Harvey Kelleigh Ryan        |
| Prata  | USA Lee Kiefer Nzingha Prescod Nicole Ross            |
| Bronze | MEX Denisse Hernández Nataly Michel Melissa Rebolledo |

## Resultados
|  | Quartas de final | Quartas de final   | Quartas de final |            |           | Semifinal          | Semifinal           | Semifinal           |                     |  | Final | Final              | Final |
|  |                  |                    |                  |            |           |                    |                     |                     |                     |  |       |                    |       |
|  | 1                | USA Estados Unidos | 45               |            |           |                    |                     |                     |                     |  |       |                    |       |
|  | 8                | CUB Cuba           | 19               |            |           |                    |                     |                     |                     |  |       |                    |       |
|  | 8                | CUB Cuba           | 19               |            | 1         | USA Estados Unidos | 45                  |                     |                     |  |       |                    |       |
|  |                  |                    |                  |            | 1         | USA Estados Unidos | 45                  |                     |                     |  |       |                    |       |
|  |                  | 4                  | BRA Brasil       | 26         |           |                    |                     |                     |                     |  |       |                    |       |
|  | 5                | 4                  | BRA Brasil       | 26         | CHI Chile | 19                 |                     |                     |                     |  |       |                    |       |
|  | 5                |                    |                  |            | CHI Chile | 19                 |                     |                     |                     |  |       |                    |       |
|  | 4                | BRA Brasil         | 45               |            |           |                    |                     |                     |                     |  |       |                    |       |
|  |                  |                    |                  |            |           |                    |                     |                     |                     |  | 1     | USA Estados Unidos | 37    |
|  |                  |                    | 2                | CAN Canadá | 38        |                    |                     |                     |                     |  |       |                    |       |
|  | 3                | MEX México         | 45               |            |           |                    |                     |                     |                     |  |       |                    |       |
|  | 6                | VEN Venezuela      | 33               |            |           |                    |                     |                     |                     |  |       |                    |       |
|  | 6                | VEN Venezuela      | 33               |            | 3         | MEX México         | 24                  |                     |                     |  |       |                    |       |
|  |                  |                    |                  |            | 3         | MEX México         | 24                  |                     |                     |  |       |                    |       |
|  |                  | 2                  | CAN Canadá       | 43         |           |                    | Disputa pelo bronze | Disputa pelo bronze | Disputa pelo bronze |  |       |                    |       |
|  | 7                | ARG Argentina      | 24               |            |           |                    | 4                   | BRA Brasil          | 42                  |  |       |                    |       |
|  | 2                | CAN Canadá         | 45               |            |           |                    |                     |                     |                     |  | 3     | MEX México         | 43    |

### Disputa do 5º   ao 8º lugar
|  | Classificação | Classificação | Classificação |  |  | Diputa pelo 5º lugar  | Diputa pelo 5º lugar  | Diputa pelo 5º lugar  |
|  |               |               |               |  |  |                       |                       |                       |
|  | 8             | CUB Cuba      | 44            |  |  |                       |                       |                       |
|  | 5             | CHI Chile     | 35            |  |  |                       |                       |                       |
|  |               |               |               |  |  | 8                     | CUB Cuba              | 39                    |
|  |               |               |               |  |  | 6                     | VEN Venezuela         | 40                    |
|  | 6             | VEN Venezuela | 45            |  |  |                       |                       |                       |
|  | 7             | ARG Argentina | 40            |  |  | disputa pelo 7º lugar | disputa pelo 7º lugar | disputa pelo 7º lugar |
|  |               |               |               |  |  | 5                     | CHI Chile             | 38                    |
|  |               |               |               |  |  | 7                     | ARG Argentina         | 45                    |

## Classificação final
| Colocação         | Nacionalidade      | Atleta                                            |
| ----------------- | ------------------ | ------------------------------------------------- |
| Medalha de ouro   | CAN Canadá         | Alanna Goldie Eleanor Harvey Kelleigh Ryan        |
| Medalha de prata  | USA Estados Unidos | Lee Kiefer Nzingha Prescod Nicole Ross            |
| Medalha de bronze | MEX México         | Denisse Hernández Nataly Michel Melissa Rebolledo |
| 4                 | BRA Brasil         | Ana Beatriz Bulcão Gabriela Cecchini Taís Rochel  |
| 5                 | VEN Venezuela      | Isis Giménez Emiliana Rivero Liz Rivero           |
| 6                 | CUB Cuba           | Elizabeth Hidalgo Daylen Moreno Elisa Tamayo      |
| 7                 | ARG Argentina      | Alejandra Carbone Flavia Mormandi Maria Terni     |
| 8                 | CHI Chile          | Alejandra Flores Alejandra Muñoz Paula Silva      |